# Gilkeya compacta
Gilkeya compacta — вид грибів, що належить до монотипового роду Gilkeya.

## Поширення і середовище існування
Знайдений у ґрунті під Libocedrus у штаті Каліфорнія, США.